# Sturzkampfgeschwader 5
La Sturzkampfgeschwader 5 (St.G.5) (5e escadron de bombardement en piqué) est une unité de bombardements en piqué de la Luftwaffe pendant la Seconde Guerre mondiale.

## Opérations
Le St.G.5 a mis en œuvre principalement des avions Junkers Ju 87B/D et R.

## Organisation
Le St.G.5 n'a été que partiellement constitué, sans Geschwaderstab (état-major d'escadron) avec seulement un gruppe et un Ergänzungsstaffel.

### Gruppe
Formé le 27 janvier 1942 à Rovaniemi à partir du IV.(St)/LG 1 avec :
- Stab I./St.G.5 à partir du Stab IV.(St)/LG 1
- 1./St.G.5 à partir du 10./LG 1
- 2./St.G.5 à partir du 11./LG 1
- 3./St.G.5 à partir du 12./LG 1

Le 4./St.G.5 est formé en avril 1942 à partir du Erg.Sta./St.G.5.
Le 17 juin 1943, le I./St.G.5 est renommé I./St.G.1 avec :
- Stab I./St.G.5 devient Stab I./St.G.1
- 1./St.G.5 devient 1./St.G.1
- 2./St.G.5 devient 2./St.G.1
- 3./St.G.5 devient 3./St.G.1

Reformé en juin 1943 à partir du 4./St.G.5 avec :
- Stab I./St.G.5 nouvellement créé
- 1./St.G.5 nouvellement créé
- 2./St.G.5 nouvellement créé
- 3./St.G.5 nouvellement créé

Le 18 octobre 1943, le I./St.G.5 est renommé I./SG 5 avec :
- Stab I./St.G.5 devient Stab I./SG 5
- 1./St.G.5 devient 1./SG 5
- 2./St.G.5 devient 2./SG 5
- 3./St.G.5 devient 3./SG 5

Gruppenkommandeure (Commandant de groupe) :
| Début         | Fin              | Grade     | Nom                  |
| ------------- | ---------------- | --------- | -------------------- |
| Janvier 1942  | Juillet 1942     | Major     | Hans-Karl Stepp (en) |
| Juillet 1942  | ?                | Hauptmann | Arnulf Blasig (en)   |
| ?             | 21 novembre 1942 | Major     | Erwin Schulz         |
| Novembre 1942 | Juin 1943        | Major     | Horst Kaubisch (en)  |
| Juin 1943     | Octobre 1943     | Major     | Martin Möbus (en)    |

### Ergänzungsstaffel
Formé le 26 janvier 1942 à Trondheim-Lade à partir du Ergänzungsstaffel IV/LG 1.
En juin 1942, l'Ergänzungsstaffel/St.G.5 est renommé 4./St.G.5.
Reformé en juin 1942 à Trondheim-Lade .

Le 16 mai 1943, le Erg./St.G.5 est renommé 9./St.G.151.
Staffelkapitäne :
| Début        | Fin               | Grade        | Nom            |
| ------------ | ----------------- | ------------ | -------------- |
| ?            | ?                 | ?            | ?              |
| 25 juin 1942 | 30 septembre 1942 | Oberleutnant | Rudolf Neumann |
| ?            | ?                 | ?            | ?              |